# Titan Studios
Titan Studios — американский разработчик видеоигр. Компания основана в июне 2008 года, основная группа разработчиков ранее работала в DarkStar Industries. Включает в себя бывших членов Epic Games, Ubisoft, Blizzard Entertainment и Lionhead Studios. Являлась дочерней компанией Yingpei Games (бывшей Epic Games China). В 2011 году закрыта.
Fat Princess — первый проект Titan Studios. Это загружаемая игра, выпущенная 30 июля 2009. Fat Princess оказалась довольно удачным проектом даже с точки зрения коммерческих целей, а игровые сайты, такие как IGN, хвалили игру за причудливый стиль, увлекательный игровой процесс и работу в команде.

## Игры
| Название                      | Дата выхода  | Платформа            |
| ----------------------------- | ------------ | -------------------- |
| Fat Princess                  | 30 июля 2009 | PlayStation 3        |
| Fat Princess: Fistful of Cake | 4 мая 2010   | PlayStation Portable |